# Brakelbos
Brakelbos är en skog i Belgien. Den ligger i den centrala delen av landet, 50 km väster om huvudstaden Bryssel.
Omgivningarna runt Brakelbos är en mosaik av jordbruksmark och naturlig växtlighet. Runt Brakelbos är det ganska tätbefolkat, med 207 invånare per kvadratkilometer.